# BBÖ 1170.200 sorozat
Az ÖBB 1245 sorozat egy osztrák Bo'Bo' tengelyelrendezésű villamosmozdony-sorozat volt. 1934 és 1939 között gyártotta az ABES (AEG, Brown Boveri, ELIN, Siemens-Schuckert) és a Floridsdorf. Összesen 33 db készült a sorozatból. Az ÖBB 1995-től kezdte el selejtezni a mozdonyokat.